# Meta (Colombia)
Meta es uno de los treinta y dos departamentos que forman la República de Colombia. Su capital es Villavicencio. Está ubicado en el centro del país, en la región Orinoquía. Con 82 805 km² es el cuarto departamento más extenso —por detrás de Amazonas, Vichada y Caquetá—.
Su territorio se extiende desde el denominado piedemonte llanero hasta los Llanos Orientales. Posee una gran riqueza hídrica debido a los numerosos afluentes del río Orinoco que cruzan el departamento y que nacen en la Cordillera Oriental. Si bien el departamento forma parte de las llanuras orientales de Colombia, cuenta en su parte occidental con áreas montañosas andinas, entre las cuales se destaca uno de los parques naturales más célebres del país, conocido como la sierra de la Macarena. La centralidad geográfica de su territorio en el contexto nacional está marcada por la presencia del municipio de Puerto López, conocido como El ombligo de Colombia.
El Meta es un departamento de economía ganadera, agrícola y minera (destacándose la extracción de petróleo crudo y gas), cuya cultura local gira en torno a la hacienda y la vaquería. Entre los principales eventos, ferias y fiestas se destacan el Torneo Internacional del Joropo, las Cuadrillas de San Martín y el Mundial del Coleo. El departamento ha sido por tradición un receptor de inmigrantes de otras regiones del país, factor que ha enriquecido su identidad cultural.

## Toponimia
Este departamento toma su nombre del río Meta. El español Diego de Ordaz descubrió el Meta hacia 1531, a finales de 1539 el capitán Alfonso de Heredia se internó en los Llanos Orientales al mando de una expedición que llegó a las bocas de un inmenso río que llamó Meta. Tomando el origen del latín y no del griego, la palabra meta indica el límite espacial de algo. Por lo tanto, Meta significa literalmente “límite”.[cita requerida]

## Historia

### Periodo de descubrimiento y conquista
El Meta estaba habitado por indígenas guayupes, guahibos, huitotos y piapocos, quienes estaban diseminados a todo lo largo y ancho del territorio en la época en que fue conquistado por los españoles. La leyenda de El Dorado motivó que varias expediciones españolas llegaran al territorio metense en busca de riquezas. Los primeros conquistadores que transitaron por el departamento del Meta fueron Diego de Ordaz y Alonso de Herrera; posteriormente lo hicieron Jorge de Espira, Nicolás de Federman, Hernán Pérez de Quesada, Juan de Avellaneda, Gonzalo Jiménez de Quesada y Antonio de Berrío. Según los historiadores, Ordaz descubrió el Meta hacia 1531. A finales de 1539 el capitán Alfonso de Heredia se internó en los Llanos Orientales al mando de una expedición que llegó a las bocas del inmenso río Meta.

### Periodo español
Durante la Colonia, muchos de estos indígenas pasaron a formar parte de las reducciones indígenas, alrededor de las cuales se establecieron parroquias y villas. Los misioneros jesuitas y agustinos, seguidos de otras órdenes religiosas, se integraron a las comunidades, estudiaron sus lenguas y costumbres, adoctrinaron a los indígenas en la fe católica y les enseñaron nuevas técnicas de tejido en telar, talla en madera, y a interpretar instrumentos musicales europeos, entre ellos el arpa, que más adelante pasará a formar el conjunto de instrumentos propios del folclore musical llanero.
Además de las misiones, ya para 1544 se había consolidado un sistema de encomiendas, la primera de las cuales fue la de Pedro Rodríguez de Salamanca, heredada a raíz de su muerte a manos de Gonzalo Jiménez de Quesada, fundador de Bogotá. Algunas tribus, como los guahibos y sálivas, lograron subsistir hasta nuestros días, y se localizan principalmente en el extremo oriental y en algunos sectores sobre las márgenes del río Meta, donde tienen su propia jurisdicción.

### SigloXIX
Durante el periodo virreinal y republicano temprano los llanos orientales pertenecían en parte a la provincia de Bogotá. En los primeros intentos independentistas el Meta se afilió a los separatistas que le dieron la libertad al territorio colombiano, ya que la Campaña Libertadora de la Nueva Granada se inició con la organización de ejércitos en los llanos de Casanare y Meta por parte del General Francisco de Paula Santander en 1819.
Hasta el año de 1869 el Meta hizo parte del Estado Soberano de Cundinamarca, año en que fue cedido para su administración al gobierno central, el cual aceptó la cesión por Ley el 4 de julio de 1868 y lo denominó Territorio de San Martín (con la actual población de San Martín como capital).

### Creación del departamento
En 1905, por decreto n.º 177 de febrero 18, se creó la Intendencia Nacional del Meta, con Villavicencio como capital. Luego, en 1913, le fue segregada la parte oriental, con la cual se creó la Comisaría del Vichada. Finalmente la ley 118 del 16 de diciembre de 1959 erigió al Meta como departamento, constituyéndose en el decimoséptimo de Colombia a partir de 1 de julio de 1960.

## Geografía

### Límites
El departamento del Meta está situado en la parte centro-oriental de Colombia, en la región de la Orinoquía, localizado entre los 4° 54′ 25″ y los 1° 36′ 52″ de latitud norte, y los 71° 4′ 38″ y 74° 53′ 57″ de longitud oeste. Su territorio cuenta con una superficie de 85.635 km², lo que representa el 7,5% del territorio nacional.
| Noroeste: Bogotá, D.C. (Parque nacional natural Sumapaz) | Norte: Cundinamarca (Río Guacavia)                      | Nordeste: Casanare (Ríos Upía y Meta)   |
| Oeste: Huila                                             |                                                         | Este: Vichada (Meridiano 71°.04' Oeste) |
| Suroeste: Caquetá                                        | Sur: Guaviare (Meridiano 73°.6' Oeste), (Río Guayabero) | Sureste: Guaviare (Río Guaviare)        |

### Fisiografía

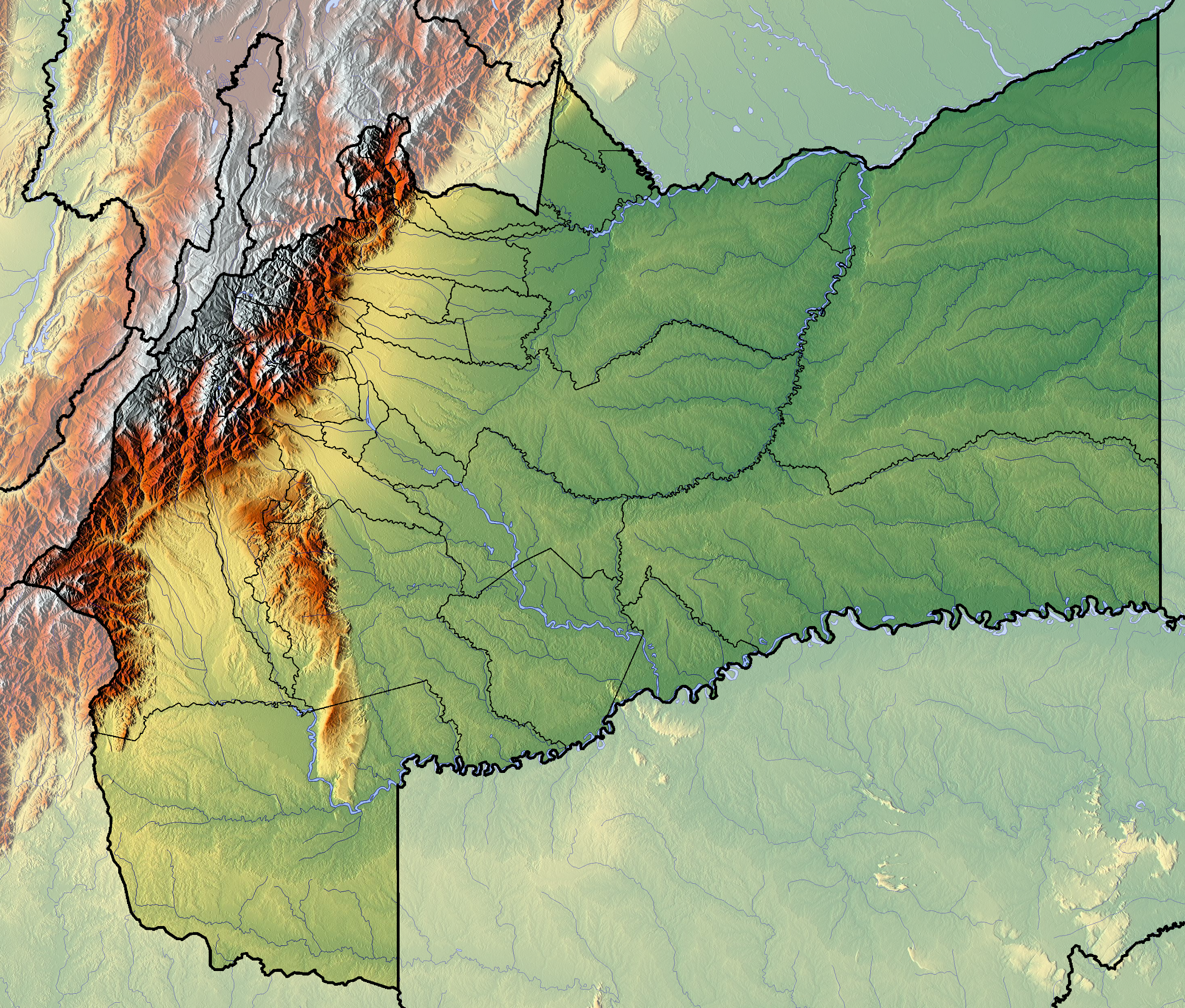
Mapa físico del Meta.

El territorio está dividido en tres regiones fisiográficas: la primera la constituye la parte montañosa occidental del departamento justo sobre la cordillera Oriental, denominada piedemonte llanero, el cual es un sector montañoso y lluvioso con alturas que alcanzan los 4306 m sobre el nivel del mar, y que comparte con los departamentos de Caquetá, Huila, Cundinamarca y el Distrito Capital de Bogotá, esta región incluye la Serranía de la Macarena, la cual está ubicada de manera casi perpendicular a la cordillera Oriental y hace parte del escudo guayanés. La segunda unidad denominada propiamente Llanos Orientales, es una planicie con pequeñas elevaciones que no sobrepasan los 200 m de altitud, la cual cuenta con un clima característico de sabana tropical y ocupa la zona central y oriental del departamento; esta ecorregión es homogénea casi hasta la frontera con Venezuela. La tercera corresponde a la zona selvática amazónica. Otras fuentes, sin embargo, mencionan hasta cinco unidades fisiográficas: la andina, sierra macaranense, piedemontana, amazonense y orinoquense. La fisiografía del Meta en general varía desde las tierras de páramo y laderas de la cordillera oriental hasta las planicies cálidas de los ríos Ariari y Guaviare.

### Hidrografía

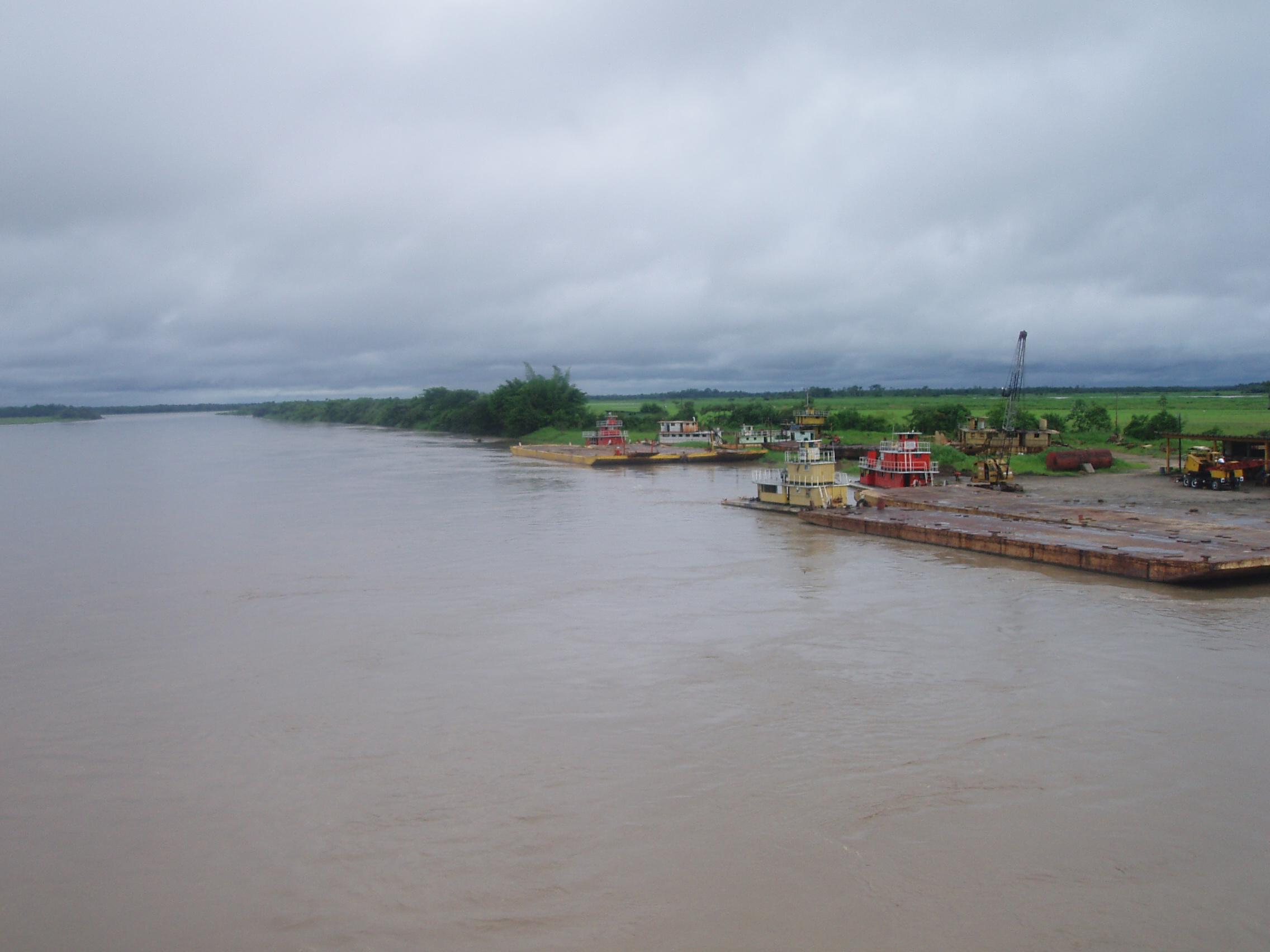
El río Meta a la altura de Puerto López.

La red hídrica del Meta es muy compleja, ya que factores como la presencia de la cordillera y la serranía de la Macarena, así como la cantidad y comportamiento estacional de las precipitaciones, influyen en el caudal de los ríos presentes en su territorio. Los principales ríos son los siguientes: Upía, Guacavia, Caney, Guatiquía, Melúa, Ocoa, Manacacías, Guayuriba, Ariari, Guayabero, Cabra, Cafre, Uva, Mapiripan, Guéjar, Duda, Guaduas, Losada, Central, Ovejas, Guape, Guapacha, Negro, Yucao, Iteviare, Planas, Guarrojo, Tillavá, Tillavo, Muco, Tomo, Metica, Meta, Guamal, Humadea, Acacías, Orotoy, Upin, Tigre, Macaya, Platanillo, Leiva, Cabuyaro, Melvita, Pajure y Guaviare; la cuenca del río Meta es de 93.800 km² y su longitud es de mil km, siendo navegable desde Puerto López. Todos estos cuerpos de agua drenan hacia el río Orinoco, a excepción del río Macaya, que hace parte de la cuenca del río Amazonas.
En cuanto a lagunas, se pueden encontrar las de Carimagua, Papamene, Mozambique, Remanzón, Mucurito, Lomalinda, Santaya y Borrachos.

### Clima
El departamento del Meta está en la Zona de Confluencia Intertropical o ZCIT. Por tanto las precipitaciones varían desde 2000 mm, en las partes altas de la cordillera, hasta los 6000 mm o más por año, en cercanías de los municipios de El Castillo y Lejanías. Entre diciembre y marzo se presenta el período más seco, debido a que los vientos alisios del noreste son los dominantes en esta época del año y desplazan hacia el sur la ZCIT.
El período de lluvias se extiende de marzo a noviembre, debido a que en esta época los vientos alisios del sureste empiezan a ser los dominantes, desplazando la ZCIT hacia el norte. El prolongado período de lluvias se debe al doble paso de la ZCIT por la alternancia de los vientos alisios dominantes. La temperatura del departamento varía desde un promedio de 6 °C, en el páramo, hasta temperaturas promedio de más de 24 °C en la llanura; en el piedemonte la temperatura oscila entre 18 y 24 °C.
De acuerdo con la variación de altura que hay en el departamento, los pisos térmicos presentes en su territorio son páramo (1,44% del total), piso climático frío (4,47%), medio (5,06%), y cálido (89,03%). La vegetación de la llanura está formada por pastos y pajonales con abundantes arbustos y árboles de baja altura. En las riberas de los ríos se encuentran los bosques de galería de gran variedad florística; en el occidente del departamento la vegetación es de bosque húmedo tropical, bosques andinos y páramo en las partes más altas.

### Parques naturales
El departamento del Meta cuenta con las áreas protegidas del Sistema de Parques Nacionales Naturales: parque nacional natural Cordillera de los Picachos, el parque nacional natural Chingaza, parque nacional natural Sumapaz, parque nacional natural Tinigua, parque nacional natural sierra de La Macarena, y el parque nacional natural Serranía del Manacacías (comprendida entre San Martín, Puerto Lleras, Granada, San Carlos de Guaroa y partes de Fuente de Oro y Castilla la Nueva), comprende, además, los paisajes de altillanura con vegetación de sabana y bosque primario.

## División político-administrativa
El departamento está dividido en 29 municipios, los cuales se distribuyen en 6 subregiones de planificación y gestión: Alto Ariari, Ariari, Bajo Ariari, Capital-Cordillera, La Macarena y Río Meta.

### Rama judicial
El departamento del Meta está adscrito al distrito judicial de Villavicencio (que incluye además a Guayabetal y la Provincia de Medina de Cundinamarca y a los departamentos del Guaviare, Vichada, Guainía y Vaupés) organizado en los siguientes distritos judiciales:
- Villavicencio: Barranca de Upía, Cumaral, El Calvario, La Macarena, Mapiripán, Restrepo, San Juanito y Villavicencio. Incluye a Guayabetal, Medina y Paratebueno.
- Acacías: Acacías, Castilla la Nueva, Cubarral, El Castillo, El Dorado, Guamal y San Carlos de Guaroa.
- Granada: Fuente de Oro, Granada, La Uribe, Lejanías, Puerto Lleras, Puerto Rico, San Juan de Arama y Vista Hermosa.
- Puerto López: Cabuyaro, Puerto Gaitán y Puerto López.
- San Martín.
- Inírida: Barrancominas y Inírida.
- Mitú: Carurú, Mitú y Taraira.
- Puerto Carreño: Cumaribo, La Primavera, Puerto Carreño y Santa Rosalía.
- San José del Guaviare: Calamar, El Retorno, Miraflores, Puerto Concordia y San José del Guaviare.

## Demografía
| Evolución de la población del departamento del Meta (1912-2023)           |
|                                                                           |
| Población según censo. Población según proyección.Fuente: Statoids. DANE. |

La población del Departamento del Meta registrada según el censo de 2018 realizado por el Departamento Administrativo Nacional de Estadística, DANE, y proyectada al año 2023 es de 1 088 749 habitantes, distribuidos en 29 municipios, en su mayoría situados a lo largo del piedemonte llanero.
Villavicencio, con 558.299 habitantes, contiene el 51,28% de la población del departamento.
Existen dos municipios con una población que supera los 50.000 habitantes: Acacías y Granada; cinco municipios con población entre 20.001 y 45.000 habitantes: Puerto López, La Macarena, Puerto Gaitán, San Martín y Cumaral; diez municipios con población entre 10.001 y 20.000 habitantes; y once municipios con población inferior a 10.000 habitantes.
La edad promedio de la población es de 23 años.
El 64,6% de la población vive en área urbana y el 35,4% vive en zona rural; por sexos, el 50,8% son hombres y el 49,2% son mujeres.
La distribución de la población por edades indica que el 33,4% de la población es menor de 13 años, el 14,9% está entre 13 y 19 años y el 51,7% es mayor de 20 años, siendo la población entre 20 y 49 años equivalente al 40,9 % del total. 
Esta distribución tipifica una estructura poblacional sustentada en los jóvenes. La población está agrupada en 120 094 hogares y 120 238 viviendas (1994).
El censo de 2005 registró 8398 habitantes indígenas, principalmente Sikuanis, y además de las etnias nativas Guayabero, Achagua, Piapoco y Sáliba, y de algunas comunidades Nasa, Embera y Pijao asentadas al occidente del departamento.

### Etnografía
La composición racial según el DANE  es:
- Blancos & mestizos: 96,1%
- Negros, mulatos o afrocolombianos: 2,6%
- Amerindios o indígenas: 1,3%

### Inmigración
El más reciente censo general de la nación, realizado por el Departamento Administrativo Nacional de Estadística de Colombia (DANE), presenta los siguientes resultados acerca del país de nacimiento de los habitantes del departamento del Meta:
| N.º        | País           | Población |
| ---------- | -------------- | --------- |
| 1          | Venezuela      | 7 573     |
| 2          | México         | 231       |
| 3          | Ecuador        | 163       |
| 4          | Estados Unidos | 161       |
| 5          | España         | 111       |
| 6          | Brasil         | 61        |
| 7          | Perú           | 59        |
| 8          | Argentina      | 43        |
| 9          | Bolivia        | 40        |
| 10         | Chile          | 32        |
| No informa | No informa     | 165       |
| Otros      | Otros          | 337       |
| Total      | Total          | 8 976     |

## Deportes
El departamento ofrece una practica deportiva variada, del cual le ha aportado importantes reconocimientos a nivel nacional e internacional, siendo el coleo de toros, en donde un hombre entra a una manga en el lomo de su caballo a brindar una faena a sus espectadores. 

### Fútbol
Varios equipos de fútbol han participado en la división B del fútbol colombiano como Llaneros F.C y Centauros Villavicencio de las cuales al ser campeones militaron en primera división en distintas épocas. 
En su versión de salón, el Club Deportivo Meta, que juega en la Liga Colombiana de Futsal, obtuvo un título en el primer torneo del 2014. Por su parte Atlético Villavicencio participó en la Copa Profesional de Microfútbol desde los años 2011 hasta el 2014.

### Otros deportes
En baloncesto tiene al equipo Llaneros de Villavicencio, que participa de la Liga Profesional de Baloncesto colombiano. Por su parte, Nathalia Sánchez Cárdenas, fue la única mujer colombiana en participar en gimnasia en los Juegos Olímpicos de Pekin.

## Cultura
La cultura del Meta es muy diversa por su variedad en la música, el arte, las comidas típicas y sus paisajes naturales. la música es lo que más representa el Meta, con su baile del joropo propio de los llanos orientales al son del arpa, cuatro y maracas.

### Símbolos
La bandera fue adoptada oficialmente mediante decreto 234 del 2 de julio de 1970. Consta de diecisiete franjas, de las cuales nueve son verdes y ocho son blancas, todas de igual anchura. Estas franjas representan el número de orden de creación que le correspondió como decimoséptimo departamento de Colombia.
El escudo del Meta fue creado por Baronio Rojas y aceptado oficialmente en 1956. Con motivo de la declaración del Meta como departamento, fue dictado el decreto 389 el 5 de diciembre de 1960, por el cual se adoptó como insignia oficial del nuevo departamento el antiguo escudo de la Intendencia con sus mismas características, diseño y color, adicionándole un monograma compuesto por las letras “DM”, que significan “Departamento de Meta”.
El himno del Meta se adoptó mediante decreto 382 de 1979, en el cual se declaró como Himno Oficial del Departamento del Meta la composición Ay, mi llanura, con letra y música de Arnulfo Briceño Contreras.

## Economía
La economía del departamento del Meta se basa principalmente en la agricultura, la ganadería, el petróleo, el comercio y la industria. Su PIB en el 2011 fue de 18.000 millones de dólares y un PIB per cápita de 22.800 dólares. También tuvo un PIB PPA en el 2011 de 25.500 millones de dólares y un PIB per cápita PPA de 32.200 dólares. Los principales cultivos son el arroz, palma africana, plátano y maíz, además de los de cacao, cítricos y otros frutales. En el sur del departamento existen cultivos ilegales de hoja de coca, materia prima para la elaboración de la cocaína, por lo que esta zona es de alto riesgo debido a los enfrentamientos entre la fuerza pública, que busca la erradicación de estos cultivos, y los grupos al margen de la ley, quienes buscan el control de esta actividad ilícita. La piscicultura es otro factor económico importante en el departamento; de los ríos y estanques artificiales se obtiene una aceptable pesca de bagre, mojarra, bocachico y cachama. La industria del departamento se ocupa principalmente en la elaboración de bebidas, extracción y refinación de aceite de palma, trilla de arroz, así como en la actividad metalúrgica y de materiales para la construcción. Una parte de este material de arrastre está siendo extraído de manera ilegal, o sea, sin permisos y sin condiciones mínimas para la extracción segura, afectando las fuentes hídricas del departamento.
Hay extracción de petróleo y gas en pequeña escala en los campos de Apiay y Castilla, y a gran escala en los campos de Rubiales (Puerto Gaitan). Además se han hecho estudios por todo el departamento, que han permitido el hallazgo de otros campos petrolíferos en San Juan de Lozada (La Macarena).

## Movilidad
El departamento del Meta cuenta con una buena infraestructura de movilidad comprendida en la red de carreteras integradas por las rutas nacionales 40 (que es el acceso a Villavicencio) hasta Puerto Gaitán y de la capital departamental al sur va por la 65 hasta San José del Guaviare. La red aeroportuaria está integrada por La Vanguardia (Villavicencio), Puerto Lleras, San Martín, Mapiripán y La Macarena. La red fluvial la integran los ríos Meta, Ariari y Guayabero-Guaviare.